# Jim Clark
James "Jim" Clark Jr., OBE (Kilmany, 4 de março de 1936 — Hockenheim, 7 de abril de 1968) foi um automobilista britânico nascido na Escócia, amplamente reconhecido como um dos maiores pilotos da história do esporte a motor. Ele conquistou o título mundial de Fórmula 1 em duas ocasiões, em 1963 e 1965, e se destacou por sua extraordinária versatilidade, competindo com sucesso em diversas categorias automobilísticas, incluindo Stock Car (NASCAR), carros de turismo (BTCC), ralis, corridas de resistência (24 Horas de Le Mans) e as 500 Milhas de Indianápolis, onde triunfou na edição de 1965.
Clark fez história ao se tornar o único piloto até hoje (2025) a vencer tanto as 500 Milhas de Indianápolis quanto o campeonato mundial de Fórmula 1 no mesmo ano, 1965, um feito que exigiu abrir mão do prestigiado Grande Prêmio de Mônaco para competir na lendária "Brickyard". Na ocasião, ele pilotou o primeiro carro de motor traseiro a vencer em Indianápolis, revolucionando a categoria. Outros grandes nomes, como Graham Hill, Mario Andretti, Emerson Fittipaldi e Jacques Villeneuve, também conquistaram ambas as coroas, mas nunca na mesma temporada. Clark é indissociavelmente ligado à equipe Lotus, com a qual competiu durante toda sua trajetória na Fórmula 1, ajudando a consolidar a marca como uma das mais icônicas do esporte.
Sua carreira foi tragicamente interrompida em 7 de abril de 1968, quando sofreu um acidente fatal durante uma corrida de Fórmula 2 no circuito de Hockenheim, na Alemanha. Até aquele momento, Clark detinha o recorde de maior número de vitórias em Grandes Prêmios de Fórmula 1 (25) e de pole positions (33), marcas que o estabeleceram como uma lenda do automobilismo mundial.

## Vida Pessoal e Personalidade
James Clark Jr. nasceu em 4 de março de 1936, na pequena vila de Kilmany, no condado de Fife, Escócia, filho de James Clark Sr., um fazendeiro, e Helen Clark. Ele era o caçula de cinco filhos — quatro irmãs e ele — e cresceu em um ambiente rural, onde a agricultura era o sustento da família. Desde muito jovem, Clark demonstrou fascínio por máquinas e velocidade, aprendendo a dirigir sozinho na fazenda dos pais. Seu primeiro contato com o automobilismo foi aos 13 anos, quando foi para uma escola particular em Edimburgo e leu pela primeira vez em livros e revistas sobre o esporte.
A paixão de Clark pelas corridas começou a se intensificar, e Jim teve de convencer os pais para usar os carros da fazenda da família para treinar. Aos 15 anos, passou a acompanhar eventos locais. Tirou a carteira de motorista no aniversário de dezessete anos, e a partir daí, começou a participar de ralis amadores, enfrentando a desaprovação da família e da comunidade, que viam o automobilismo como um "passatempo para imbecis". Apesar das críticas e da pressão para que seguisse a tradição agrícola da família, Clark persistiu, declarando em 1964, já como campeão mundial, que sua decisão de se tornar piloto o transformou no "idiota local" aos olhos dos vizinhos. Essa determinação o levou a iniciar sua carreira profissional em 1956, aos 20 anos, idade mínima para competir oficialmente no Reino Unido na época.
Clark era conhecido por sua personalidade tímida, reservada e introspectiva, características que contrastavam com sua audácia nas pistas. Fora do cockpit, ele evitava os holofotes, preferindo uma vida discreta e longe da exposição pública. Amigos e colegas o descreviam como humilde, gentil e modesto, mesmo com a crescente fama que suas conquistas lhe trouxeram, mas indeciso. Ele nunca se casou nem teve filhos, embora tenha tido uma namorada de longa data, Sally Stokes. Clark se dedicou quase integralmente ao automobilismo e, nos momentos de lazer, à vida tranquila no campo ou a hobbies como fotografia e jardinagem.
Nos últimos anos de vida, devido a questões fiscais no Reino Unido, Clark mudou-se para a Suíça, onde viveu até sua morte. Ele também mantinha uma casa em Paris e uma fazenda na Escócia, refletindo seu apego às raízes rurais. Sua simplicidade e autenticidade o tornaram querido por fãs e rivais, e sua morte prematura deixou um vazio não apenas no esporte, mas entre aqueles que o conheciam pessoalmente.

## Início no Automobilismo
O talento de Jim Clark para o automobilismo emergiu de forma natural. Ele começou a participar de competições amadoras aos 17 anos, inicialmente em ralis e subidas de montanha (hill climbs) locais, usando carros de sua propriedade ou emprestados. Esse interesse crescente alarmava seus pais, que temiam pela segurança do filho e viam as corridas como uma distração irresponsável. Mesmo assim, Clark seguiu em frente, e sua primeira competição oficial ocorreu em 3 de junho de 1956, no Stobs Camp Sprint, na Escócia, onde venceu pilotando um Sunbeam Mk3. Até 7 de outubro daquele ano, ele disputou 8 corridas, aproveitando os meses de primavera e outono — períodos de menor atividade na fazenda — e utilizando, além do Sunbeam, um DKW Sonderklasse cedido pela equipe de Ian Scott Watson, um amigo e entusiasta do automobilismo que desempenhou um papel crucial em seus primeiros passos.
Em 5 de outubro de 1957, Clark obteve sua primeira vitória dentro de um automóvel, ao vencer o Border Motor Racing Club Trophy em Charterhall. E ele conquistaria mais uma ao ganhar a Rest-and-be-Thankful Hillclimb, que ele competiu com seu próprio automóvel, um Triumph TR-3. Seus pais eram contra sua carreira, mas um convite em 1958 para correr pela equipe Border Reivers marcou um ponto de virada, pois ele começou a competir por toda a Inglaterra, angariando certo sucesso.
Um marco em 1958 foi sua primeira competição internacional, em maio, na pista de Spa-Francorchamps, na Bélgica. No final daquele ano, em 26 de dezembro, Clark conheceu Colin Chapman, fundador da Lotus, e disputou sua primeira corrida com um modelo da marca, o Lotus Elite, pela equipe de Scott Watson. Ele terminou em 2º, atrás de Chapman, após ser atingido por um adversário, mas impressionou o engenheiro visionário que mais tarde o levaria à Fórmula 1.
Em 1959, Clark estreou nas 24 Horas de Le Mans com o Lotus Elite, ao lado do experiente John Whitmore. Eles terminaram em 2º na classe GT 1500 e 10º na classificação geral, apesar de contratempos mecânicos. Ainda em 1959, no dia 26 de dezembro, Clark competiu em uma corrida de Fórmula Júnior (equivalente à atual Fórmula 3) com um Gemini, em Brands Hatch, marcando sua transição para as categorias de monopostos. Até então, ele acumulara cerca de 50 vitórias em ralis, subidas de montanha, speed trials e corridas de carros esporte e turismo, estabelecendo as bases para sua ascensão meteórica.

## Fórmula 1

### 1960-1962
Após estrear na Fórmula Júnior, ele venceu dois campeonatos ingleses da categoria em 1960, empatando em pontos com seu companheiro Trevor Taylor em um deles, e fez sua primeira vitória em Fórmula 2, em Brands Hatch, em agosto. Nesse mesmo ano, estreou na Fórmula 1 com a Lotus, pilotando o Lotus 18 com motor Climax. Sua primeira corrida foi o Grande Prêmio da Holanda de 1960, onde chegou a ocupar a 4ª posição antes de abandonar por falha mecânica. No Grande Prêmio da Bélgica de 1960, em Spa, terminou em 5º, marcando seus primeiros pontos no mundial, apesar dos acidentes fatais de seu colega Alan Stacey e do grave incidente de Stirling Moss, ambos por falhas mecânicas em um traçado então extremamente perigoso. Mas seu maior destaque viria no Grande Prêmio de Portugal, que ele terminou em terceiro, marcando seu primeiro pódio na F1. Clark terminou a temporada de 1960 na décima colocação, com oito pontos.

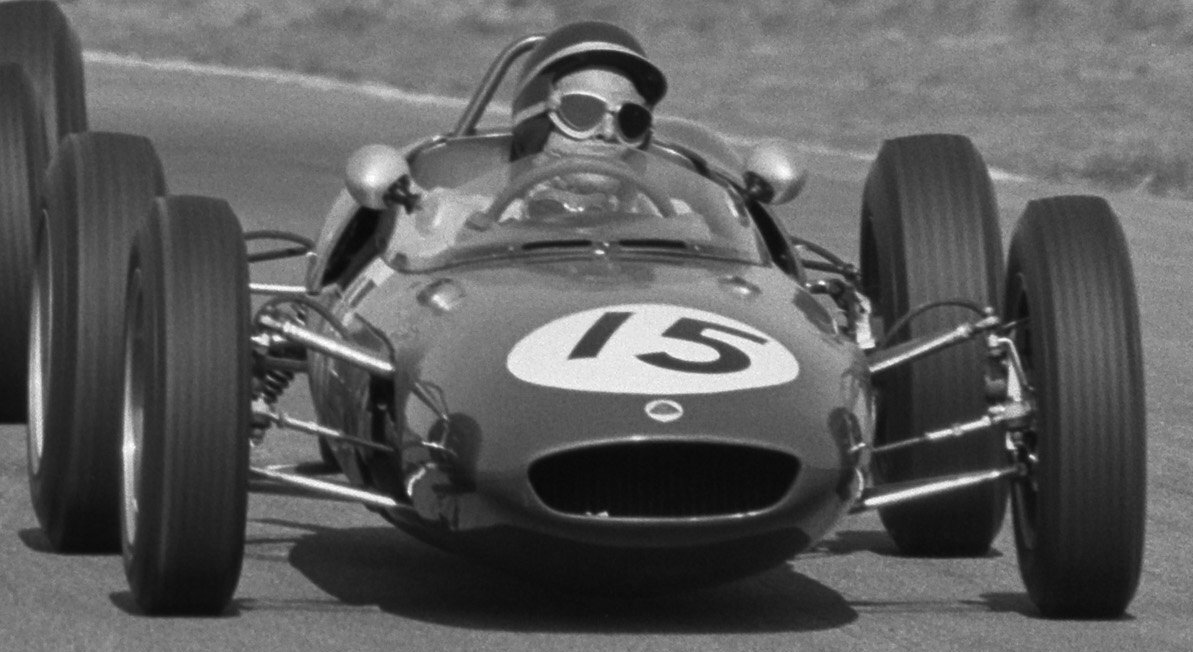
Clark guiando a Lotus 21 no GP da Holanda de 1961

Em 1961, Clark disputou a temporada de F1 com o Lotus 21, estreando-o no Grande Prêmio de Mônaco, onde largou em 3º e liderou brevemente antes de abandonar. No Grande Prêmio da Holanda, terminou em 3º após intensa disputa com Phil Hill e Stirling Moss, mostrando seu talento mesmo com um carro inferior. Em Monza, no Grande Prêmio da Itália, envolveu-se em um trágico acidente com Wolfgang von Trips, líder do campeonato, que resultou na morte do alemão e de 14 espectadores. Clark foi amplamente culpado pelo incidente até quase o fim de sua vida, o que o afetou emocionalmente. Ele chegou a cogitar uma antecipação de sua aposentadoria, mas Colin Chapman o convenceu a ficar.
Em 1962, Chapman lançou o revolucionário Lotus 25, o primeiro carro de F1 com chassi monocoque bem-sucedido, pilotado por Clark. Ele venceu três corridas — Grande Prêmio da Bélgica (Spa), Grande Prêmio da Grã-Bretanha (Aintree) e Grande Prêmio dos Estados Unidos (Watkins Glen) — e chegou à última etapa, o Grande Prêmio da África do Sul, com chances de título. Liderava a prova em East London quando um vazamento de óleo, causado por um parafuso mal apertado, o forçou a abandonar, entregando o campeonato a Graham Hill. Apesar dos problemas mecânicos, sua habilidade com um carro inovador e pouco testado destacou seu gênio nas pistas.

### 1963-1965

#### 1963: Primeiro Título

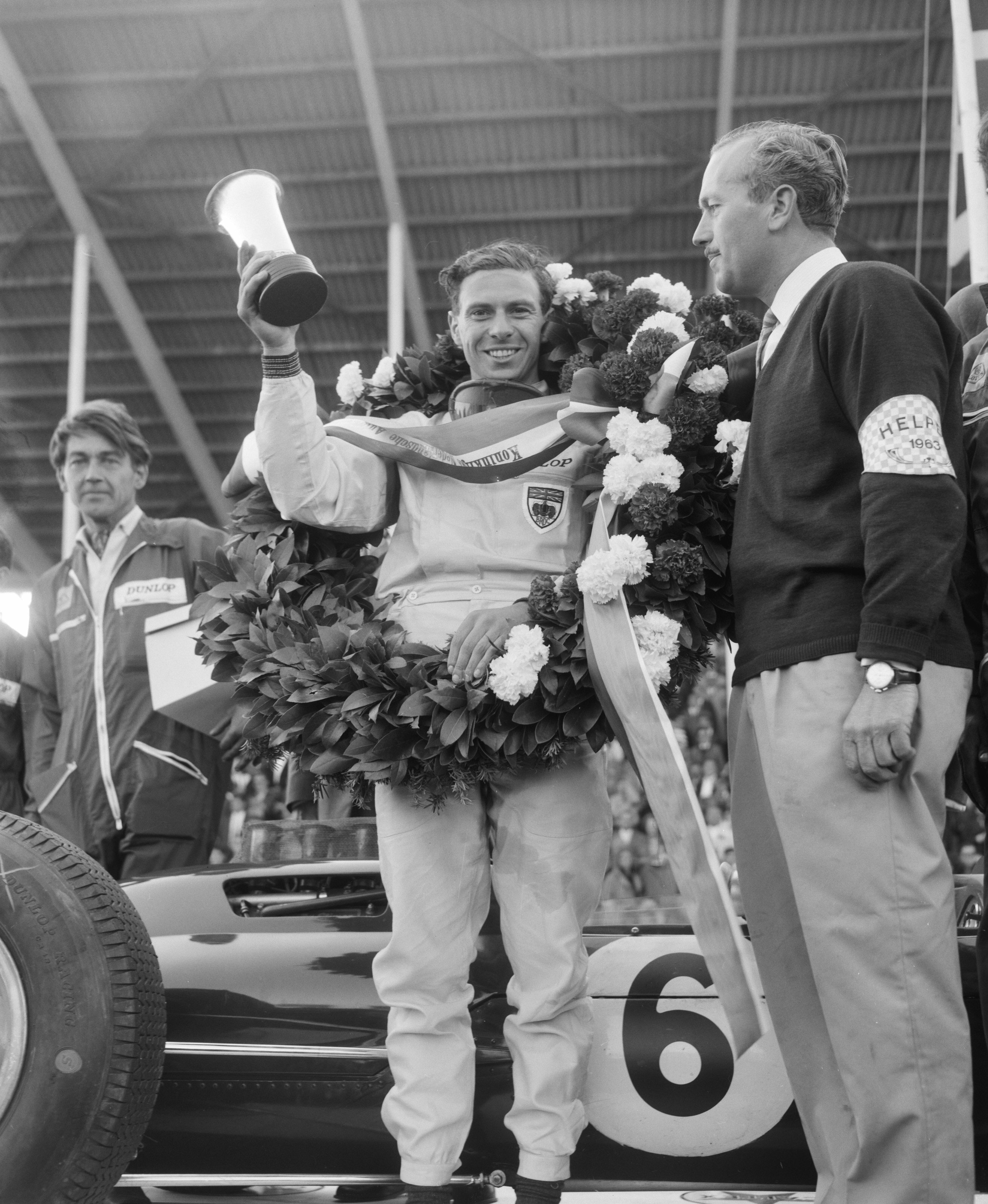
Clark (centro) comemorando a vitória no

Em 1963, Clark dominou a Fórmula 1 com o Lotus 25, conquistando seu primeiro título mundial aos 27 anos, sendo o mais jovem campeão da categoria até aquele momento. Ele venceu 7 das 10 corridas — Bélgica, Holanda, França, Grã-Bretanha, Itália, México e África do Sul —, igualando recordes de Alberto Ascari com 7 poles, 6 voltas mais rápidas e estabelecendo marcas históricas com 9 pódios (incluindo 9 consecutivos) e 73 pontos absolutos (54 válidos). Sua consistência foi impressionante: venceu quatro corridas seguidas com o mesmo jogo de pneus e, nos EUA, fez uma recuperação heroica após perder uma volta na largada, terminando em 3º. Em Monza, superou a hostilidade pública pelo acidente de 1961 para vencer uma batalha épica contra John Surtees, Graham Hill e Dan Gurney, sagrando-se campeão por antecipação.

#### 1964: 3º Lugar
Em 1964, Clark venceu três corridas — Holanda, Bélgica e Grã-Bretanha — mas enfrentou problemas mecânicos com o novo Lotus 33, introduzido na segunda metade da temporada. Dentre suas vitórias, o grande destaque foi o Grande Prêmio da Bélgica, em que ele chegou a estar em quarto lugar na última volta, mas viu Gurney e Graham Hill ficarem sem combustível, e o escocês só precisou ultrapassar Bruce McLaren para assumir a liderança e vencer a prova. Mas Clark não pôde completar a volta da vitória, pois foi a vez dele ficar sem combustível. Ele terminou o campeonato em 3º, com 32 pontos, após falhas como a quebra do motor no México, a duas voltas do fim, quando liderava e poderia ter sido campeão, mas viu o título ir para o compatriota da Ferrari John Surtees. Fora da F1, venceu o BTCC (Campeonato Britânico de Carros de Turismo) e impressionou em Indianápolis, largando na pole, mas abandonando por quebra de suspensão.

#### 1965: Segundo Título

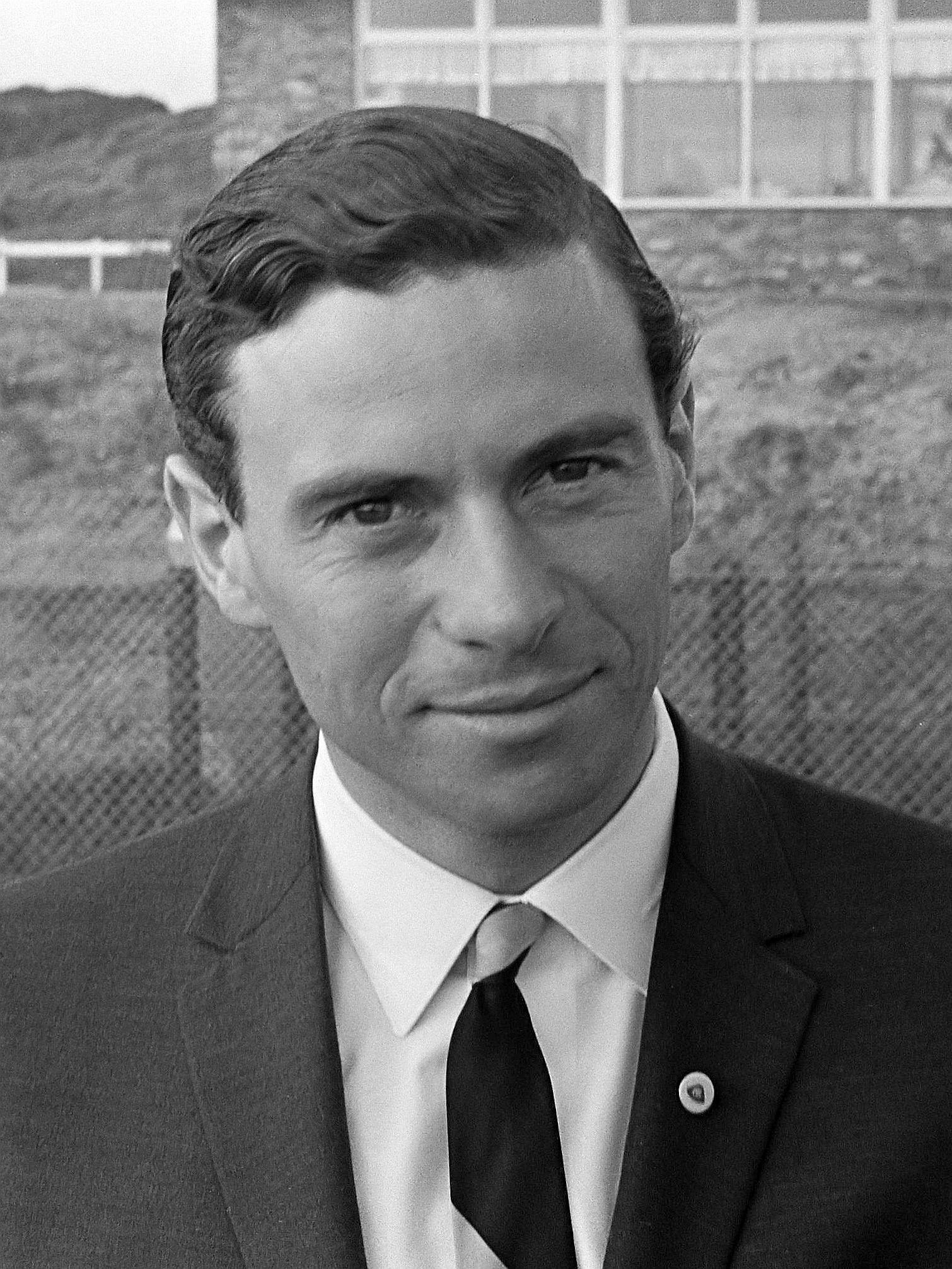
Jim Clark em 1965

Em 1965, Clark alcançou o auge de sua carreira, conquistando seu segundo título de F1 com 6 vitórias em 9 corridas disputadas — África do Sul, Bélgica, França, Grã-Bretanha, Holanda e Alemanha. A vitória em Silverstone chamou atenção pela forma com que Clark lidou com as dificuldades de seu carro: ele deixou sua Lotus em ponto morto nas curvas para economizar motor e evitar a quebra. O segundo colocado, Graham Hill, também enfrentava problemas nos freios, assim, Clark só precisou administrar a vantagem rumo à vitória. Ele abriu mão do Grande Prêmio de Mônaco para competir nas 500 Milhas de Indianápolis, onde venceu liderando 190 das 200 voltas, com quase dois minutos de vantagem, consolidando a era dos carros de motor traseiro na Indy, e sendo o primeiro europeu a vencer na prova estadunidense desde 1916. Na F1, sua consistência foi impecável: largou em 1º ou 2º em todas as corridas, totalizando 54 pontos. Fora do mundial, venceu a Copa da Tasmânia, o campeonato francês de Fórmula 2 e diversas provas de carros esporte e turismo, somando 23 vitórias no ano.

### 1966-1968

#### 1966: 6º Lugar
Com a introdução dos motores de 3 litros em 1966, a Lotus enfrentou dificuldades para desenvolver um carro competitivo. Chapman quis usar os defasados motores Climax de 2,5 litros (trocando depois pelos BRM H16), o que custou caro a Clark na luta pelo tricampeonato. O escocês venceu apenas o Grande Prêmio dos Estados Unidos, com o motor BRM H16 de 16 cilindros — o único triunfo desse motor no mundial —, e terminou em 6º no campeonato, com 16 pontos. Ele sofreu dois acidentes, incluindo um grave nos treinos do GP da França, onde foi atingido no rosto por um pássaro, mas ainda assim brilhou em provas como o GP da Grã-Bretanha, chegando em 4º sem freios em uma pista molhada. Em Indianápolis, terminou em 2º, em uma atuação considerada por alguns superior à vitória de 1965.

#### 1967: 3º Lugar

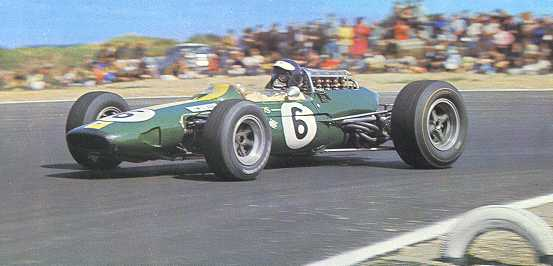
Clark guiando um Lotus 33 na Copa da Tasmânia de 1967

Em 1967, Clark venceu quatro corridas — Holanda, Grã-Bretanha, EUA e México — com o novo Lotus 49 equipado com o motor Cosworth DFV, que estreou com vitória em Zandvoort e se tornaria o mais bem-sucedido da história da F1. Mas seria na Itália que o escocês voador entregaria sua maior atuação. Largou da pole, mas chegou a ficar em penúltimo após um furo, se recuperou para retomar a liderança, mas perdeu duas posições porque seus mecânicos não encheram o compartimento de óleo. Apesar disso, problemas de confiabilidade o deixaram em 3º no campeonato, com 41 pontos. Fora da F1, ele venceu a Copa da Tasmânia com um Lotus 33 adaptado, somando 5 vitórias em 8 etapas, e fez uma participação na NASCAR pela equipe Holman-Moody.

#### 1968: Última Vitória e a Tragédia
O ano de 1968 começou promissor. Clark venceu o Grande Prêmio da África do Sul em Kyalami, superando o recorde de vitórias de Juan Manuel Fangio (24) com sua 25ª vitória na F1. Ele também conquistou seu terceiro título na Copa da Tasmânia. Tudo indicava um terceiro título mundial e uma possível segunda vitória em Indianápolis. No entanto, em 7 de abril, durante uma corrida de Fórmula 2 em Hockenheim, seu Lotus 48 saiu da pista e colidiu com árvores. A causa nunca foi conclusivamente determinada, mas um pneu traseiro vazio é a teoria mais aceita. Clark morreu aos 32 anos, deixando a Lotus e a F1 em luto.

## Legado

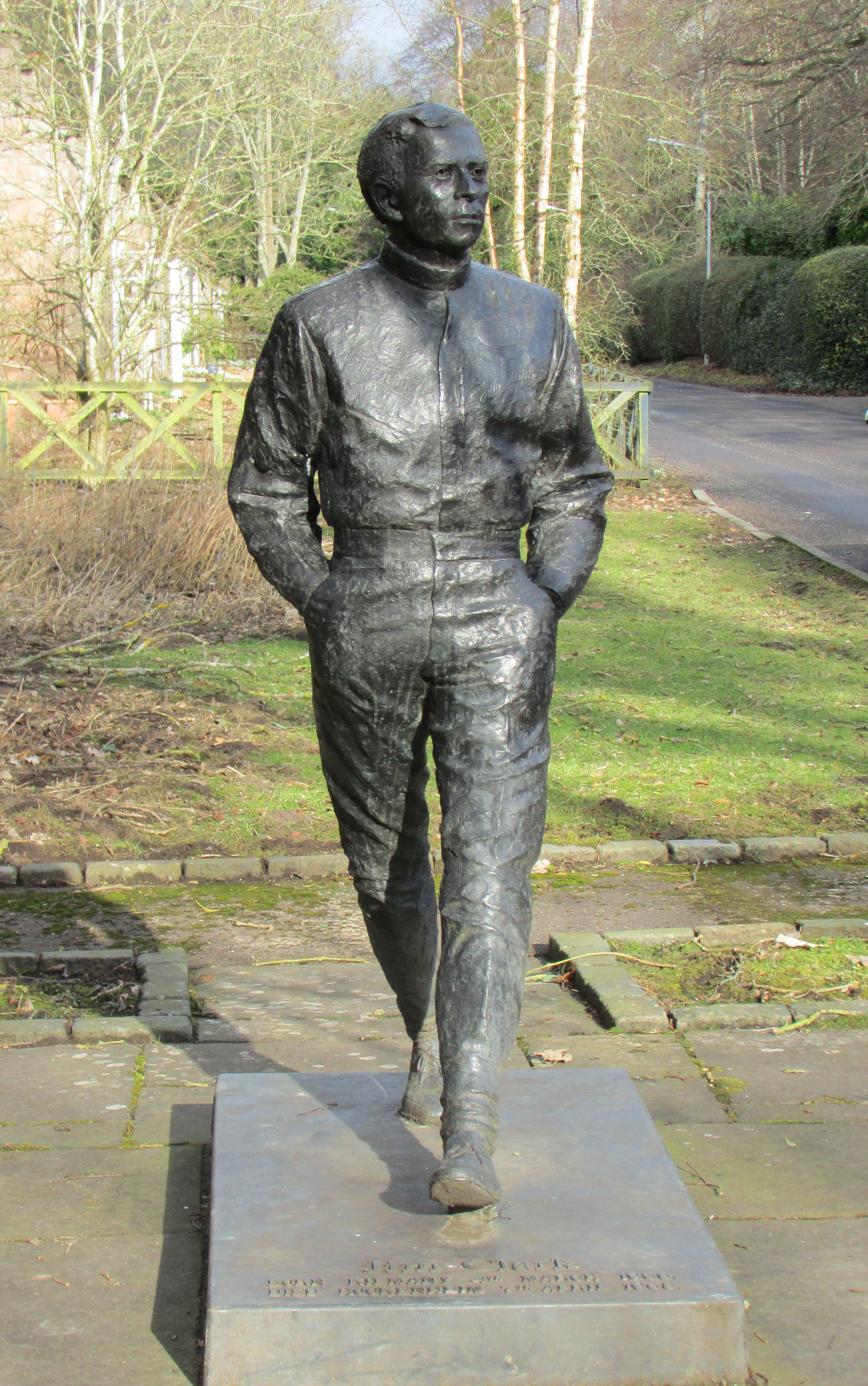
Estátua de Jim Clark em Kilmany, sua terra natal

Jim Clark é reverenciado como um dos pilotos mais completos da história. Em 73 GPs de Fórmula 1 (72 largadas), ele venceu 25 vezes, conquistou 33 poles e 32 pódios, além de 28 voltas mais rápidas, totalizando 255 pontos. Sua versatilidade era única: além da F1 e Indy, ele competiu na NASCAR, venceu no BTCC com o Lotus Cortina, participou de ralis (como o RAC de 1966) e brilhou em Le Mans e subidas de montanha. Clark também foi um mestre em acertar carros, poupando equipamento e errando pouco, qualidades raras em uma era de alta periculosidade.
Seu recorde de vitórias foi superado por Jackie Stewart em 1973, mas muitas de suas marcas resistiram até os anos 1980, quando pilotos como Alain Prost e Ayrton Senna, em condições mais favoráveis, as igualaram ou superaram. Clark influenciou gerações, incluindo Stewart, Nigel Mansell e até rivais mais velhos como Graham Hill. Sua morte gerou comoção mundial; Chris Amon declarou: "Se isso pôde acontecer a ele, que chance o resto de nós tem?".
Seu nome foi usado para batizar o Troféu Jim Clark, distribuído pela FIA em 1987 para o piloto que marcasse mais pontos em um carro de motor aspirado (a melhor equipe era premiada com o Troféu Colin Chapman). O único piloto a receber esse prêmio foi Jonathan Palmer. Clark foi introduzido no International Motorsports Hall of Fame em 1990 e no Scottish Sports Hall of Fame em 2002, ambos em seus anos inaugurais. Em 2011, a equipe KV Racing homenageou-o nas 500 Milhas de Indianápolis com Tony Kanaan pilotando um carro nas cores verde e amarelo, número 82, em referência à sua vitória de 1965. Jim Clark já era considerado o melhor piloto do mundo em seu tempo, mas em 2009, o jornal britânico The Times o colocou em primeiro na lista dos 50 melhores pilotos, à frente de Senna, Michael Schumacher e de várias outras lendas. Em 2025, o site oficial da Fórmula 1 o incluiu na lista dos 20 maiores pilotos de todos os tempos.

## Todos os Resultados de Jim Clark na Fórmula 1
(Legenda: Corridas em negrito indicam pole position; corridas em itálico indicam volta mais rápida.)
| Temporada | Equipe     | Chassis  | Motor            | 1       | 2       | 3       | 4       | 5       | 6       | 7       | 8       | 9       | 10      | 11     | Pts.     | Class. |
| --------- | ---------- | -------- | ---------------- | ------- | ------- | ------- | ------- | ------- | ------- | ------- | ------- | ------- | ------- | ------ | -------- | ------ |
| 1968      | Team Lotus | Lotus 49 | Ford Cosworth V8 | AFS 1º  |         |         |         |         |         |         |         |         |         |        | 9        | 11º    |
| 1967      | Team Lotus | Lotus 43 | BRM H16          | AFS Ret |         |         |         |         |         |         |         |         |         |        | 41       | 3º     |
| 1967      | Team Lotus | Lotus 33 | Climax V8        |         | MON Ret |         |         |         |         |         |         |         |         |        | 41       | 3º     |
| 1967      | Team Lotus | Lotus 49 | Ford Cosworth V8 |         |         | HOL 1º  | BEL 2º  | FRA Ret | GBR 1º  | ALE Ret | CAN Ret | ITA 3º  | EUA 1º  | MEX 1º | 41       | 3º     |
| 1966      | Team Lotus | Lotus 33 | Climax V8        | MON Ret | BEL Ret | FRA DNS | GBR 4º  | HOL 3º  | ALE Ret |         |         |         |         |        | 16       | 6º     |
| 1966      | Team Lotus | Lotus 43 | BRM H16          |         |         |         |         |         |         | ITA Ret | EUA 1º  | MEX Ret |         |        | 16       | 6º     |
| 1965      | Team Lotus | Lotus 33 | Climax V8        | AFS 1º  |         | BEL 1º  |         | GBR 1º  | HOL 1º  | ALE 1º  | ITA 10º | EUA Ret | MEX Ret |        | 54       | 1º     |
| 1965      | Team Lotus | Lotus 25 | Climax V8        |         |         | FRA 1º  |         |         |         |         |         |         |         |        | 54       | 1º     |
| 1964      | Team Lotus | Lotus 25 | Climax V8        | MON 4º  | HOL 1º  | BEL 1º  | FRA Ret | GBR 1º  |         |         | ITA Ret |         |         |        | 32       | 3º     |
| 1964      | Team Lotus | Lotus 33 | Climax V8        |         |         |         |         |         | ALE Ret | AUT Ret |         | EUA 7º  | MEX 5º  |        | 32       | 3º     |
| 1963      | Team Lotus | Lotus 25 | Climax V8        | MON 8º  | BEL 1º  | HOL 1º  | FRA 1º  | GBR 1º  | ALE 2º  | ITA 1º  | EUA 3º  | MEX 1º  | AFS 1º  |        | 541 (73) | 1º     |
| 1962      | Team Lotus | Lotus 25 | Climax V8        | HOL 9º  | MON Ret | BEL 1º  | FRA Ret | GBR 1º  | ALE 4º  | ITA Ret | EUA 1º  | AFS Ret |         |        | 30       | 2º     |
| 1961      | Team Lotus | Lotus 21 | Climax L4        | MON 10º | HOL 3º  | BEL 12º | FRA 3º  | GBR Ret | ALE 4º  | ITA Ret | EUA 7º  |         |         |        | 11       | 7º     |
| 1960      | Team Lotus | Lotus 18 | Climax L4        |         |         |         | HOL Ret | BEL 5º  | FRA 5º  | GBR 16º | POR 3º  |         | EUA 16º |        | 8        | 10º    |

↑1  Nos descartes

#### Todas as vitórias de Jim Clark na Fórmula 1
- GP da Bélgica de 1962 (Spa-Francorchamps)
- GP da Grã-Bretanha de 1962 (Aintree)
- GP dos Estados Unidos de 1962 (Watkins Glen)
- GP da Bélgica de 1963 (Spa-Francorchamps)
- GP dos Países Baixos de 1963 (Zandvoort)
- GP da França de 1963 (Reims)
- GP da Grã-Bretanha de 1963 (Aintree)
- GP da Itália de 1963 (Monza)
- GP do México de 1963 (Autódromo Hermanos Rodríguez)
- GP da África do Sul de 1963 (East London)
- GP dos Países Baixos de 1964 (Zandvoort)
- GP da Bélgica de 1964 (Spa-Francorchamps)
- GP da Grã-Bretanha de 1964 (Brands Hatch)
- GP da África do Sul de 1965 (East London)
- GP da Bélgica de 1965 (Spa-Francorchamps)
- GP da França de 1965 (Clermont-Ferrand)
- GP da Grã-Bretanha de 1965 (Silverstone)
- GP dos Países Baixos de 1965 (Zandvoort)
- GP da Alemanha de 1965 (Nürburgring)
- GP dos Estados Unidos de 1966 (Watkins Glen)
- GP dos Países Baixos de 1967 (Zandvoort)
- GP da Grã-Bretanha de 1967 (Silverstone)
- GP dos Estados Unidos de 1967 (Watkins Glen)
- GP do México de 1967 (Autódromo Hermanos Rodríguez)
- GP da África do Sul de 1968 (Kyalami)

## Outros Resultados

### 24 Horas de Le Mans
| Ano  | Equipe         | Co-pilotos        | Carro                 | Classe | Voltas | Pos. | Class Pos. |
| ---- | -------------- | ----------------- | --------------------- | ------ | ------ | ---- | ---------- |
| 1959 | Border Reivers | Sir John Whitmore | Lotus Elite Mk.14     | GT 1.5 | 257    | 10º  | 2º         |
| 1960 | Border Reivers | Roy Salvadori     | Aston Martin DBR1/300 | S 3.0  | 306    | 3º   | 3º         |
| 1961 | Border Reivers | Ron Flockhart     | Aston Martin DBR1/300 | S 3.0  | 132    | DNF  | DNF        |

### 500 Milhas de Indianápolis
| Ano   | Número do carro | Largada | Velocidade da Classificação            | Velocidade Rank | Resultado | Voltas completadas | Voltas lideradas | Status da corrida | Chassi          |
| 1963  | 92              | 5       | 149,750 milhas por hora (240,999 km/h) | 7               | 2         | 200                | 28               | Corrida           | Lotus-Ford 29/3 |
| 1964  | 6               | 1       | 158,828 milhas por hora (255,609 km/h) | 1               | 24        | 47                 | 14               | Suspensão         | Lotus-Ford 34/3 |
| 1965  | 82              | 2       | 160,729 milhas por hora (258,668 km/h) | 2               | 1         | 200                | 190              | Corrida           | Lotus-Ford 38/1 |
| 1966  | 19              | 2       | 164,114 milhas por hora (264,116 km/h) | 2               | 2         | 200                | 66               | Corrida           | Lotus-Ford 38/4 |
| 1967  | 31              | 16      | 163,213 milhas por hora (262,666 km/h) | 23              | 31        | 35                 | 0                | Pistão            | Lotus-Ford 38/7 |
| Total | Total           | Total   | Total                                  | Total           | Total     | 682                | 298              |                   |                 |

### 12 Horas de Sebring
| Ano  | Equipe           | Veículo            | Co-piloto   | Posição | Nota |
| ---- | ---------------- | ------------------ | ----------- | ------- | ---- |
| 1964 | Robert Scott Jr. | Ford Cortina Lotus | Ray Parsons | 20º     |      |